# 国家医学中心和国家区域医疗中心
国家医学中心和国家区域医疗中心（简称“双中心”）是由中华人民共和国国家卫生健康委员会依据《中华人民共和国基本医疗卫生与健康促进法》，为提升中国国内整体和区域医疗服务能力，推动中国分级诊疗制度建设所推出的一项政策规划。该卫生与健康规划于中国“第十三个五年规划”首次提出。截至2023年7月，中国已设置13个国家医学中心和125个国家区域医疗中心。

## 国家医学中心
国家医学中心以推动中国医学科学进步为目标，聚焦重大疾病防治需求，对标国际医学科学前沿，发挥示范引领作用，并与国家和省级区域医疗中心共同构建覆盖全国的高水平医院网络。国家卫生健康委作为国家医学中心的主管部门，负责国家医学中心的设置管理、考核评价和动态调整等工作。

### 国家癌症中心
- 中国医学科学院肿瘤医院[2]

### 国家心血管病中心
- 中国医学科学院阜外医院[3]

### 国家儿童医学中心
- 首都医科大学附属北京儿童医院[4]
- 上海交通大学医学院附属上海儿童医学中心[4]
- 复旦大学附属儿科医院[4]

### 国家老年医学中心
- 北京医院[5]

### 国家创伤医学中心
- 北京大学人民医院[6]

### 国家重大公共卫生事件医学中心
- 华中科技大学同济医学院附属同济医院[7]

### 国家呼吸医学中心
- 中日友好医院[8]
- 广州医科大学附属第一医院[8]

### 国家口腔医学中心
- 北京大学口腔医院[9]
- 四川大学华西口腔医院[9]
- 上海交通大学医学院附属第九人民医院[9]

### 国家神经疾病医学中心
- 复旦大学附属华山医院[10]
- 首都医科大学宣武医院[10]
- 首都医科大学附属北京天坛医院[10]

### 国家传染病医学中心
- 复旦大学附属华山医院[11]
- 首都医科大学附属北京地坛医院[11]
- 浙江大学医学院附属第一医院[12]

### 国家中西医结合医学中心
- 中日友好医院[13]

### 国家精神疾病医学中心
- 北京大学第六医院[14]
- 中南大学湘雅二医院[14]
- 首都医科大学附属北京安定医院[14]
- 上海市精神卫生中心[14]

### 国家骨科医学中心
- 北京积水潭医院[15]
- 上海市第六人民医院[15]

## 国家区域医疗中心
国家区域医疗中心以满足中国各区域疑难复杂和重大疾病的医疗服务需要为重点，代表区域顶尖水平，进一步提升区域间医疗服务同质化水平，与国家医学中心以及省级区域医疗中心构建高水平医院网络，共同带动中国医疗服务能力整体提升。国家卫生健康委作为国家区域医疗中心的主管部门，负责国家区域医疗中心的设置管理、考核评价和动态调整等工作。截至2023年7月，中国在建的国家区域医疗中心达125个。
| 批次                      | 省份   | 城市     | 试点单位/建设项目                              | 当地依托医院                                                 | 床位                                               | 注释                                                                                             |
| ------------------------- | ------ | -------- | ---------------------------------------------- | ------------------------------------------------------------ | -------------------------------------------------- | ------------------------------------------------------------------------------------------------ |
| 第一批 （2020年10月22日） | 河北   | 张家口   | 北京大学第三医院崇礼院区                       | 原崇礼区人民医院                                             | 拟设病床800张                                      | 2022年5月二期工程项目综合医疗楼首段主体结构封顶                                                  |
| 第一批 （2020年10月22日） | 山西   | 太原     | 华中科技大学同济医学院附属同济医院山西医院     | 山西白求恩医院                                               | 开设床位3200张（白求恩医院）                       | 已运营                                                                                           |
| 第一批 （2020年10月22日） | 辽宁   | 沈阳     | 中国医学科学院肿瘤医院辽宁医院                 | 中国医科大学附属第一医院                                     | 一期共计600张床位                                  | 2022年5月被纳入“警示类”名单                                                                      |
| 第一批 （2020年10月22日） | 安徽   | 合肥     | 复旦大学附属儿科医院安徽医院                   | 安徽省儿童医院                                               | 规划编制床位800张                                  | 2022年年初该项目主体结构封顶                                                                     |
| 第一批 （2020年10月22日） | 福建   | 福州     | 复旦大学附属华山医院福建医院                   | 福建医科大学附属第一医院滨海院区                             | 已开放床位659张                                    | 已运营                                                                                           |
| 第一批 （2020年10月22日） | 福建   | 厦门     | 复旦大学附属中山医院厦门医院                   | 由厦门市和复旦大学政府合作共建                               | 编制床位800张                                      | 已于2017年8月20日投入试运营，2018年1月8日全面开诊 全国首批10个国家区域医疗中心当中第一家揭牌单位 |
| 第一批 （2020年10月22日） | 河南   | 郑州     | 中国医学科学院阜外医院华中医院                 | 河南省人民医院                                               | 编制床位1000张                                     | 已运营 2022年1月其心血管专病四大中心获评国家最高等级卓越中心                                     |
| 第一批 （2020年10月22日） | 河南   | 郑州     | 首都医科大学附属北京儿童医院郑州医院           | 河南省儿童医院                                               | 开放床位2200张（河南省儿童医院）                   | 已落地运行                                                                                       |
| 第一批 （2020年10月22日） | 云南   | 昆明     | 中国医学科学院阜外医院云南医院                 | 云南省阜外心血管病医院                                       | 设置床位700张                                      | 已运营                                                                                           |
| 第一批 （2020年10月22日） | 新疆   | 乌鲁木齐 | 北京儿童医院新疆医院                           | 新疆儿童医院                                                 | 开放床位574张                                      | 2022年5月被纳入“警示类”名单                                                                      |
| 第二批 （2021年6月11日）  | 河北   | 秦皇岛   | 北京大学第三医院秦皇岛医院                     | 秦皇岛军工医院                                               | 规划床位1000张                                     | 预计在2023年6月投入使用                                                                          |
| 第二批 （2021年6月11日）  | 河北   | 石家庄   | 首都医科大学宣武医院河北医院                   | 河北医科大学第一医院                                         | 设床位626张（2期）                                 | 2022年3月30日开工                                                                                |
| 第二批 （2021年6月11日）  | 山西   | 太原     | 中国医学科学院肿瘤医院山西医院                 | 山西省肿瘤医院                                               | 编制床位2352张                                     | 2022年3月12日举行签约仪式                                                                        |
| 第二批 （2021年6月11日）  | 山西   | 太原     | 中国中医科学院西苑医院山西医院                 | 山西中医学院附属医院                                         | 开放床位909张                                      |                                                                                                  |
| 第二批 （2021年6月11日）  | 安徽   | 合肥     | 上海市第六人民医院安徽医院                     | 中国科学技术大学附属第一医院（安徽省立医院）北城院区         | 设计床位1000张                                     | 已在进行审批前公示预计2022年10月开诊                                                             |
| 第二批 （2021年6月11日）  | 福建   | 福州     | 上海交通大学医学院附属上海儿童医学中心福建医院 | 福建省儿童医院                                               | 编制床位1000张                                     | 已运营                                                                                           |
| 第二批 （2021年6月11日）  | 福建   | 泉州     | 上海市第六人民医院福建医院                     | 晋江市医院                                                   | 将建成逾2500张床位                                 | 预计在2022年年底将迎来三级甲等医院的评审                                                         |
| 第二批 （2021年6月11日）  | 福建   | 厦门     | 复旦大学附属儿科医院厦门医院                   | 厦门市儿童医院                                               | 湖里院区已开满编制床位500张，翔安院区规划床位800张 | 已于2014年6月1日开业                                                                             |
| 第二批 （2021年6月11日）  | 福建   | 厦门     | 四川大学华西医院厦门医院                       | 由厦门市政府与四川大学合作共建                               | 设置床位1000张                                     | 已于2022年9月5日试运营 2023年底全面投入使用                                                      |
| 第二批 （2021年6月11日）  | 河南   | 郑州     | 首都医科大学附属北京天坛医院河南医院           | 郑州大学第一附属医院                                         | 设置床位1200张                                     | 已开建                                                                                           |
| 第二批 （2021年6月11日）  | 河南   | 郑州     | 上海中医药大学附属龙华医院河南医院             | 河南省中医院                                                 | 设置1000张                                         | 建设中                                                                                           |
| 第二批 （2021年6月11日）  | 河南   | 洛阳     | 西安交通大学第二附属医院洛阳医院               | 洛阳市中心医院                                               | 设置床位1500张                                     | 建设中                                                                                           |
| 第二批 （2021年6月11日）  | 云南   | 昆明     | 北京大学肿瘤医院云南医院                       | 云南省肿瘤医院自贸区分院                                     | 规划床位1000张                                     | 2022年5月被纳入“警示类”名单                                                                      |
| 第二批 （2021年6月11日）  | 云南   | 昆明     | 中日友好医院云南医院                           | 云南省第一人民医院                                           | 规划床位2000张                                     | 一期预计2023年投入使用                                                                           |
| 第二批 （2021年6月11日）  | 新疆   | 喀什     | 中山大学附属喀什医院                           | 喀什地区第一人民医院                                         | 规划床位1000张                                     | 已获批立项医疗设备采购工作已开启                                                                 |
| 第二批 （2021年6月11日）  | 新疆   | 乌鲁木齐 | 西安交通大学第二附属医院新疆医院               | 新疆维吾尔自治区人民医院                                     | 总床位800张                                        | 规划建设中                                                                                       |
| 第三批 （2022年5月7日）   | 河北   | 保定     | 首都医科大学附属北京儿童医院保定医院           | 保定市儿童医院                                               | 设计床位1000张                                     | 2022年4月29开工                                                                                  |
| 第三批 （2022年5月7日）   | 河北   | 保定     | 中国中医科学院广安门医院保定医院               | 保定市第一中医院                                             | 设计床位1100张                                     | 2022年4月29开工                                                                                  |
| 第三批 （2022年5月7日）   | 内蒙古 | 呼和浩特 | 北京大学肿瘤医院内蒙古医院                     | 内蒙古自治区肿瘤医院                                         | 编制床位900张                                      | 项目已正式获批                                                                                   |
| 第三批 （2022年5月7日）   | 内蒙古 | 巴彦淖尔 | 首都医科大学附属北京中医医院内蒙古医院         | 巴彦淖尔市中医医院                                           | 设置床位1000张                                     | 项目已正式获批                                                                                   |
| 第三批 （2022年5月7日）   | 黑龙江 | 哈尔滨   | 中日友好医院黑龙江医院                         | 哈尔滨医科大学附属第二医院                                   | 建设床位2200张                                     | 项目已正式获批                                                                                   |
| 第三批 （2022年5月7日）   | 安徽   | 芜湖     | 首都医科大学附属北京天坛医院安徽医院           | 皖南医学院第一附属医院                                       | 规划床位1000张                                     | 项目已正式获批                                                                                   |
| 第三批 （2022年5月7日）   | 安徽   | 蚌埠     | 浙江大学医学院附属第二医院安徽医院             | 蚌埠医学院第一附属医院                                       | 规划新建床位1000张                                 | 项目已正式获批                                                                                   |
| 第三批 （2022年5月7日）   | 福建   | 厦门     | 北京中医药大学东直门医院厦门医院               | 厦门市中医院                                                 | 预计编制1500张                                     | 项目已正式获批 未来5年内厦门市中医院将新增床位编制数300张达到1500张床位编制数                    |
| 第三批 （2022年5月7日）   | 江西   | 南昌     | 中日友好医院江西医院                           | 南昌大学第一附属医院                                         | 开放床位1000张                                     | 项目已正式获批 2022年2月举行开工仪式                                                             |
| 第三批 （2022年5月7日）   | 江西   | 南昌     | 浙江大学医学院附属第一医院江西医院             | 南昌大学第二附属医院                                         | 设置床位1200张                                     | 项目已正式获批                                                                                   |
| 第三批 （2022年5月7日）   | 江西   | 南昌     | 重庆医科大学附属儿童医院江西医院               | 江西省妇幼保健院（江西省儿童医院）                           | 床位2480张                                         | 2022年3月份进入启动阶段 5月项目正式获批                                                          |
| 第三批 （2022年5月7日）   | 江西   | 赣州     | 广东省人民医院赣州医院                         | 赣州市立医院                                                 | 开放床位820张                                      | 项目已正式获批                                                                                   |
| 第三批 （2022年5月7日）   | 河南   | 郑州     | 中国医学科学院肿瘤医院河南医院                 | 河南省肿瘤医院                                               | 床位1000张                                         | 已获批                                                                                           |
| 第三批 （2022年5月7日）   | 河南   | 南阳     | 中国中医科学院望京医院南阳医院                 | 南阳市中医院                                                 | 设置床位1000张                                     | 已获批                                                                                           |
| 第三批 （2022年5月7日）   | 河南   | 洛阳     | 北京中医药大学东直门医院洛阳医院               | 洛阳市中医院                                                 | 编制床位1574张                                     | 已获批                                                                                           |
| 第三批 （2022年5月7日）   | 广西   | 桂林     | 中南大学湘雅二医院桂林医院                     | 桂林市第二人民医院                                           | 初期建设床位600张                                  | 预计2022年9月份开工建设 2023年12月前启用运营                                                     |
| 第三批 （2022年5月7日）   | 海南   | 三亚     | 北京大学口腔医院三亚分院                       | 三亚市与北京大学口腔医院合作共建                             | 规划250张（其中牙椅150张）                         | 将于2022年年底动工建设                                                                           |
| 第三批 （2022年5月7日）   | 海南   | 三亚     | 上海交通大学医学院附属上海儿童医学中心海南医院 | 三亚市妇幼保健院                                             | 设置床位1000张                                     |                                                                                                  |
| 第三批 （2022年5月7日）   | 重庆   | 重庆     | 江苏省人民医院重庆医院                         | 綦江区人民医院                                               | 规划编制床位1000张                                 | 项目正在选址中                                                                                   |
| 第三批 （2022年5月7日）   | 重庆   | 重庆     | 江苏省中医院重庆医院                           | 永川区中医院                                                 | 规划2500张病床                                     | 二期工程已开工预计将在2024年年底完成                                                             |
| 第三批 （2022年5月7日）   | 重庆   | 重庆     | 华中科技大学同济医学院附属协和医院重庆医院     | 由两江新区管理委员会与华中科技大学同济医学院附属协和医院共建 | 规划床位3000张                                     | 项目已正式获批                                                                                   |
| 第三批 （2022年5月7日）   | 甘肃   | 兰州     | 中山大学附属肿瘤医院甘肃医院                   | 甘肃省肿瘤医院                                               | 设置床位1300张                                     | 项目预计5月底开工建设                                                                            |
| 第三批 （2022年5月7日）   | 青海   | 西宁     | 西安交通大学第一附属医院青海医院               | 青海省人民医院                                               | 规划设置床位500                                    |                                                                                                  |
| 第三批 （2022年5月7日）   | 宁夏   | 银川     | 北京大学第一医院宁夏妇女儿童医院               | 宁夏回族自治区妇幼保健院（宁夏儿童医院）                     | 设置1000张床位                                     | 该项目现已获批2022年开工 2024年建成投入使用                                                      |
| 第四批 （2022年10月18日） | 河北   | 秦皇岛   | 北京中医药大学东方医院秦皇岛医院               | 秦皇岛市中医医院                                             | 设置床位800张                                      | [ 18 ]                                                                                           |
| 第四批 （2022年10月18日） | 黑龙江 | 哈尔滨   | 首都医科大学附属北京儿童医院黑龙江医院         | 哈尔滨医科大学附属第六医院                                   | 编制床位515张                                      | [ 19 ]                                                                                           |
| 第四批 （2022年10月18日） | 安徽   | 合肥     | 首都医科大学附属北京安贞医院安徽医院           | 安徽医科大学第一附属医院                                     | 规划床位1000张                                     | [ 20 ]                                                                                           |
| 第四批 （2022年10月18日） | 安徽   | 合肥     | 上海中医药大学附属曙光医院安徽医院             | 安徽中医药大学第一附属医院（安徽省中医院）                   | 规划总床位1000张                                   | [ 20 ]                                                                                           |
| 第四批 （2022年10月18日） | 江西   | 南昌     | 上海中医药大学附属龙华医院江西医院             | 江西中医药大学附属医院                                       | 编制床位1000张                                     | [ 21 ]                                                                                           |
| 第四批 （2022年10月18日） | 江西   | 赣州     | 南方医科大学南方医院赣州医院                   | 赣州市人民医院                                               | 设计床位约1500张                                   | [ 22 ]                                                                                           |
| 第四批 （2022年10月18日） | 江西   | 南昌     | 中南大学湘雅医院江西医院                       | 江西省人民医院（南昌医学院第一附属医院）                     | 一期规划编制床位671张                              | -                                                                                                |
| 第四批 （2022年10月18日） | 山东   | 青岛     | 北京大学人民医院青岛医院                       | 青岛市妇女儿童医院城阳院区                                   | 床位500张                                          | [ 24 ]                                                                                           |
| 第四批 （2022年10月18日） | 山东   | 德州     | 山东大学齐鲁医院德州医院                       | 德州市人民医院                                               | 开放床位1738张                                     | [ 25 ]                                                                                           |
| 第四批 （2022年10月18日） | 山东   | 济南     | 中国中医科学院广安门医院济南医院               | 济南市中医医院                                               | 设置1000张床位                                     | [ 26 ]                                                                                           |
| 第四批 （2022年10月18日） | 河南   | 新乡     | 北京大学第六医院河南医院                       | 河南省精神病医院（新乡医学院第二附属医院）                   | 拟设置床位1000张                                   | [ 27 ]                                                                                           |
| 第四批 （2022年10月18日） | 河南   | 郑州     | 复旦大学附属妇产科医院河南医院                 | 郑州大学第三附属医院（河南省妇幼保健院）                     | 设计床位1000张                                     | [ 27 ]                                                                                           |
| 第四批 （2022年10月18日） | 广东   | 深圳     | 中国医学科学院阜外医院深圳医院                 | 深圳市孙逸仙心血管医院                                       | 三期规划建设850张                                  | [ 28 ]                                                                                           |
| 第四批 （2022年10月18日） | 广东   | 深圳     | 中国医学科学院肿瘤医院深圳医院                 | 深圳市政府与中国医学科学院肿瘤医院合作共建                   | 设计2400张                                         | [ 28 ]                                                                                           |
| 第四批 （2022年10月18日） | 广东   | 肇庆     | 中山大学附属第三医院肇庆医院                   | 中山大学附属第三医院肇庆医院                                 | 1200张                                             |                                                                                                  |
| 第四批 （2022年10月18日） | 广东   | 汕尾     | 中山大学孙逸仙纪念医院深汕中心医院             | 汕尾市中心医院                                               | 首开床位800张                                      | [ 29 ]                                                                                           |
| 第四批 （2022年10月18日） | 广西   | 柳州     | 广州市妇女儿童医疗中心柳州医院                 | 柳州市妇幼保健院柳东院区                                     | 核定床位数2400张                                   | [ 30 ]                                                                                           |
| 第四批 （2022年10月18日） | 海南   | 海口     | 上海交通大学医学院附属瑞金医院海南医院         | 海南省人民医院                                               | 核定床位数500张                                    | [ 31 ]                                                                                           |
| 第四批 （2022年10月18日） | 重庆   | 重庆     | 广州中医药大学第一附属医院重庆医院             | 重庆市北碚区中医院                                           | 规划床位1000张                                     | [ 32 ]                                                                                           |
| 第四批 （2022年10月18日） | 四川   | 眉山     | 四川大学华西第二医院天府医院                   | 四川省儿童医院                                               | 编制床位1580张                                     |                                                                                                  |
| 第四批 （2022年10月18日） | 贵州   | 贵阳     | 上海交通大学医学院附属上海儿童医学中心贵州医院 | 贵州省人民医院                                               | 规划床位规模1500张                                 | [ 33 ]                                                                                           |
| 第四批 （2022年10月18日） | 贵州   | 贵阳     | 北京积水潭医院贵州医院                         | 贵州省骨科医院                                               | 编制床位1000张                                     | [ 33 ]                                                                                           |
| 第四批 （2022年10月18日） | 西藏   | 拉萨     | 四川大学华西医院西藏医院                       | 西藏自治区医院                                               | 规划床位规模800张                                  |                                                                                                  |
| 第四批 （2022年10月18日） | 西藏   | 拉萨     | 四川大学华西第二医院西藏医院                   | 西藏自治区妇产儿童医院                                       | 编制床位650张                                      |                                                                                                  |
| 第四批 （2022年10月18日） | 青海   | 西宁     | 天津中医药大学第一附属医院青海医院             | 青海省中医院                                                 | 一期设置床位500张                                  |                                                                                                  |
| 第四批 （2022年10月18日） | 新疆   | 阿拉尔   | 浙江大学医学院附属邵逸夫医院新疆兵团阿拉尔医院 | 新疆生产建设兵团第一师阿拉尔医院                             | 一期设置床位650张                                  | [ 34 ]                                                                                           |
| 第五批 （2023年7月17日）  | 河北   | 石家庄   | 北京大学人民医院石家庄医院                     | 石家庄市人民医院（河北医科大学附属人民医院）                 |                                                    |                                                                                                  |
| 第五批 （2023年7月17日）  | 河北   | 秦皇岛   | 天津市肿瘤医院秦皇岛医院                       | 秦皇岛市肿瘤医院（秦皇岛市第四医院）                         |                                                    |                                                                                                  |
| 第五批 （2023年7月17日）  | 山西   | 太原     | 北京大学第一医院太原医院                       | 太原市中心医院（山西医科大学附属太原中心医院）               |                                                    | 已运营                                                                                           |
| 第五批 （2023年7月17日）  | 内蒙古 | 呼和浩特 | 首都医科大学附属北京友谊医院内蒙古医院         | 内蒙古自治区人民医院（内蒙古大学人民医院）                   |                                                    |                                                                                                  |
| 第五批 （2023年7月17日）  | 内蒙古 | 赤峰     | 首都医科大学宣武医院内蒙古医院                 | 赤峰市医院                                                   |                                                    |                                                                                                  |
| 第五批 （2023年7月17日）  | 吉林   | 长春     | 首都医科大学附属北京安贞医院吉林医院           | 长春市中心医院                                               |                                                    |                                                                                                  |
| 第五批 （2023年7月17日）  | 吉林   | 长春     | 浙江大学医学院附属妇产科医院吉林医院           | 长春市妇产医院                                               |                                                    |                                                                                                  |
| 第五批 （2023年7月17日）  | 吉林   | 白山     | 长春中医药大学附属医院白山医院                 | 白山市中医院                                                 |                                                    |                                                                                                  |
| 第五批 （2023年7月17日）  | 吉林   | 通化     | 吉林大学第一医院梅河医院                       | 梅河口市中心医院                                             |                                                    |                                                                                                  |
| 第五批 （2023年7月17日）  | 黑龙江 | 哈尔滨   | 中国中医科学院广安门医院黑龙江医院             | 黑龙江省中医药科学院（黑龙江省中医医院）                     |                                                    |                                                                                                  |
| 第五批 （2023年7月17日）  | 广西   | 南宁     | 中山大学附属第一医院广西医院                   | 广西壮族自治区人民医院                                       |                                                    |                                                                                                  |
| 第五批 （2023年7月17日）  | 江苏   | 苏州     | 中国中医科学院西苑医院苏州医院                 | 苏州市中医医院                                               |                                                    |                                                                                                  |
| 第五批 （2023年7月17日）  | 江苏   | 徐州     | 首都医科大学附属北京地坛医院徐州医院           | 徐州市传染病医院（徐州市公共卫生医疗中心）                   |                                                    |                                                                                                  |
| 第五批 （2023年7月17日）  | 江苏   | 宿迁     | 江苏省人民医院宿迁医院                         | 宿迁市第一人民医院                                           |                                                    |                                                                                                  |
| 第五批 （2023年7月17日）  | 江苏   | 连云港   | 江苏省中医院连云港医院                         | 连云港市中医院                                               |                                                    |                                                                                                  |
| 第五批 （2023年7月17日）  | 浙江   | 台州     | 浙江大学医学院附属第一医院台州医院             | 台州恩泽医疗中心（集团）浙江省台州医院                       |                                                    |                                                                                                  |
| 第五批 （2023年7月17日）  | 浙江   | 嘉兴     | 浙江大学医学院附属第二医院嘉兴医院             | 新建                                                         |                                                    |                                                                                                  |
| 第五批 （2023年7月17日）  | 浙江   | 绍兴     | 浙江省人民医院绍兴医院                         | 新建                                                         |                                                    |                                                                                                  |
| 第五批 （2023年7月17日）  | 安徽   | 合肥     | 上海交通大学医学院附属仁济医院安徽医院         | 安徽省第二人民医院                                           |                                                    |                                                                                                  |
| 第五批 （2023年7月17日）  | 安徽   | 蚌埠     | 上海市第一人民医院蚌埠医院                     | 蚌埠医学院第二附属医院                                       |                                                    |                                                                                                  |
| 第五批 （2023年7月17日）  | 安徽   | 芜湖     | 首都医科大学附属北京安定医院芜湖医院           | 芜湖市第四人民医院                                           |                                                    |                                                                                                  |
| 第五批 （2023年7月17日）  | 福建   | 福州     | 复旦大学附属肿瘤医院福建医院                   | 福建省肿瘤医院                                               |                                                    |                                                                                                  |
| 第五批 （2023年7月17日）  | 海南   | 海口     | 广东省中医院海南医院                           | 海南省中医院（海南省中西医结合医院）                         |                                                    |                                                                                                  |
| 第五批 （2023年7月17日）  | 山东   | 聊城     | 首都医科大学附属北京积水潭医院聊城医院         | 聊城市人民医院                                               |                                                    |                                                                                                  |
| 第五批 （2023年7月17日）  | 山东   | 济宁     | 中国中医科学院西苑医院济宁医院                 | 济宁市中医院                                                 |                                                    |                                                                                                  |
| 第五批 （2023年7月17日）  | 山东   | 枣庄     | 北京中医药大学东方医院枣庄医院                 | 枣庄市中医医院                                               |                                                    |                                                                                                  |
| 第五批 （2023年7月17日）  | 山东   | 临沂     | 上海交通大学医学院属上海儿童医学中心临沂医院   | 临沂市妇幼保健院                                             |                                                    |                                                                                                  |
| 第五批 （2023年7月17日）  | 山东   | 菏泽     | 山东省立医院菏泽医院                           | 菏泽市立医院                                                 |                                                    |                                                                                                  |
| 第五批 （2023年7月17日）  | 山东   | 济南     | 首都医科大学宣武医院济南医院                   | 济南市中心医院（山东第一医科大学附属中心医院）               |                                                    |                                                                                                  |
| 第五批 （2023年7月17日）  | 贵州   | 贵阳     | 中山大学附属第一医院贵州医院                   | 贵州医科大学附属医院                                         | 规划床位1499张                                     | [ 35 ]                                                                                           |
| 第五批 （2023年7月17日）  | 贵州   | 贵阳     | 广东省中医院贵州医院                           | 新建                                                         | 拟1700张                                           | [ 36 ]                                                                                           |
| 第五批 （2023年7月17日）  | 贵州   | 毕节     | 浙江省人民医院毕节医院                         | 毕节市第一人民医院                                           | 开放床位3000张                                     | [ 37 ]                                                                                           |
| 第五批 （2023年7月17日）  | 河南   | 商丘     | 河南中医药大学第一附属医院商丘医院             | 商丘市中医院                                                 |                                                    |                                                                                                  |
| 第五批 （2023年7月17日）  | 河南   | 郑州     | 首都医科大学附属北京积水潭医院郑州医院         | 郑州市中心医院（郑州大学附属郑州中心医院）                   |                                                    |                                                                                                  |
| 第五批 （2023年7月17日）  | 湖北   | 咸宁     | 华中科技大学同济医学院附属同济医院咸宁医院     | 咸宁市中心医院                                               |                                                    |                                                                                                  |
| 第五批 （2023年7月17日）  | 湖北   | 宜昌     | 华中科技大学同济医学院附属协和医院宜昌医院     | 宜昌市中心医院                                               |                                                    |                                                                                                  |
| 第五批 （2023年7月17日）  | 湖北   | 襄阳     | 华中科技大学同济医学院附属同济医院襄阳医院     | 襄阳市中心医院                                               |                                                    |                                                                                                  |
| 第五批 （2023年7月17日）  | 湖南   | 娄底     | 广州医科大学附属第一医院娄底医院               | 娄底市中心医院                                               |                                                    |                                                                                                  |
| 第五批 （2023年7月17日）  | 广东   | 珠海     | 广东省中医院珠海医院                           | 珠海市中医院                                                 |                                                    |                                                                                                  |
| 第五批 （2023年7月17日）  | 广东   | 珠海     | 广州医科大学附属第一医院横琴医院               | 珠海市人民医院横琴医院                                       |                                                    |                                                                                                  |
| 第五批 （2023年7月17日）  | 广东   | 梅州     | 中山大学附属第三医院粤东医院                   | 梅县人民医院                                                 |                                                    |                                                                                                  |
| 第五批 （2023年7月17日）  | 四川   | 泸州     | 山东省立医院泸州医院                           | 西南医科大学附属泸州医院                                     |                                                    |                                                                                                  |
| 第五批 （2023年7月17日）  | 四川   | 德阳     | 成都中医药大学附属医院德阳医院                 | 德阳市中西医结合医院                                         |                                                    |                                                                                                  |
| 第五批 （2023年7月17日）  | 四川   | 南充     | 首都医科大学附属北京安贞医院南充医院           | 南充市中心医院                                               |                                                    |                                                                                                  |
| 第五批 （2023年7月17日）  | 四川   | 宜宾     | 重庆医科大学附属儿童医院宜宾医院               | 宜宾市第一人民医院                                           |                                                    |                                                                                                  |
| 第五批 （2023年7月17日）  | 陕西   | 榆林     | 西安交通大学第一附属医院榆林医院               | 榆林市第二医院                                               |                                                    |                                                                                                  |
| 第五批 （2023年7月17日）  | 甘肃   | 兰州     | 上海中医药大学附属龙华医院甘肃医院             | 甘肃中医药大学附属医院                                       |                                                    |                                                                                                  |
| 第五批 （2023年7月17日）  | 甘肃   | 酒泉     | 上海市第一人民医院酒泉医院                     | 酒泉市人民医院                                               |                                                    |                                                                                                  |
| 第五批 （2023年7月17日）  | 甘肃   | 定西     | 长春中医药大学附属医院定西医院                 | 定西市中医院                                                 |                                                    |                                                                                                  |